# Amalie Arndt
Amalie Katharine Luise Arndt (* 1869 in Leipzig; † nach 1913) war eine deutsche Schriftstellerin.

## Leben
Arndt wurde als Tochter eines Kaufmanns in Leipzig geboren. Aus ihrer Liebe zur Natur entwickelte sich ihr Interesse für die Philosophie, sodass sie sich schon zeitig zurückgezogen philosophischen Studien widmete. Im Jahr 1894 zog die Familie nach Mainz. Ihre erste Schrift, das philosophisch-mystische Gedicht in Prosa Unser Leben, erschien 1900 und wurde von der Kritik gelobt. Es folgten weitere philosophische Schriften, unter anderem Über das Böse und Betrachtungen zu einer Erneuerung unseres Lebens. Im Jahr 1901 starb Arndts Vater. Sie zog daraufhin nach Chemnitz, wo sie noch um 1913 lebte. Ihr Todesdatum ist nicht bekannt.

## Werke
- Unser Leben (1900)
- Gedichte. Erlebtes und Erträumtes (1909)